# Muhammed Bayır
Muhammed Bayır (* 5. Februar 1989 in Ankara) ist ein türkischer Fußballspieler.

## Karriere
Bayır kam in Mamak, einem Stadtteil Ankaras, auf die Welt. Hier startete mit dem Vereinsfußball 2000 in der Jugend seines Heimatvereins Bugsaş Spor und erhielt hier 2007 einen Profivertrag. Erst ein halbes Jahr nach diesem Vertrag wurde er dann in den Profikader aufgenommen und schaffte es wenig später in die Stammelf. Nachdem er zweieinhalb Jahre seinen Stammplatz verteidigen konnte, wurde er ab dem Sommer 2010 für die Zeit von jeweils einer Saison der Reihe nach an Çorumspor und Bozüyükspor ausgeliehen. 2012 blieb er bei Bugsaşspor und spielte ein Jahr durchgängig.
Zum Sommer 2013 heuerte Bayır zusammen mit seinem Teamkollegen Galip Güzel und Ahmet Güven beim Zweitligisten Ankaraspor an. Zum Zeitpunkt seines Wechsels war sein vorheriger Verein Bugsaşspor der Zweitverein von Ankaraspor. Bei beiden Vereinen war der Bürgermeister von Ankara Melih Gökçek und damit auch die Stadtverwaltung als Mäzen tätig.

## Erfolge
Mit Bandırmaspor
- Meister der TFF 3. Lig: 2009/10
- Aufstieg in die TFF 2. Lig: 2009/10